# Filippo Tenti
Filippo Tenti (Milano, 1º dicembre 1985) è un conduttore televisivo, produttore televisivo ed esploratore italiano.

## Biografia
Capospedizione, produttore e presentatore del programma televisivo Overland in onda su RAI1. Figlio dell'ideatore di Overland, Beppe Tenti, Filippo ha partecipato a tutte le spedizioni televisive prima come ospite, poi come fotografo e infine dal 2010 con Overland 12 è diventato il capospedizione sostituendo il padre. Da allora ha ideato, prodotto e condotto tutti gli episodi delle stagioni televisive andate in onda. Per le sue spedizioni in giro per il mondo è ospite di svariate trasmissioni televisive come Unomattina, La vita in diretta e relatore in festival di viaggi come l'UlisseFest organizzato dalla Lonely Planet.
Nel 2025 nasce Sophie, la sua prima figlia.

## Filmografia
- Overland 12: Nel cuore dell'Africa Nera (2010)
- Overland 13: Milano-Roma-Mosca-Shanghai (2010)
- Overland 14: Caucaso: Popoli e culture tra Europa e Asia, (2013)
- Overland 15: Dai guerrieri di terracotta alle dune del Taklamakan, (2014)
- Overland 16: Le strade degli Inca (2015)
- Overland 17: L'estremo Sud-est asiatico, (2016)
- Overland 18: Le strade dell'Islam (2017)
- Overland 19: le Indie di Overland: India, (2018)
- Overland 20: Verso l'Africa che cambia, (2019)
- Overland 21: Il Grande Nord 2020
- Overland 22: Dall'Atlantico al Karakoram 2021
- Il Mondo con gli Occhi di Overland 2022 - in corso